# Europese weg 371
De Europese weg 371 of E371 is een Europese weg die loopt van Radom in Polen naar Prešov in Slowakije.

## Algemeen
De Europese weg 371 is een Klasse B-verbindingsweg en verbindt het Poolse Radom met het Slowaakse Prešov en komt hiermee op een afstand van ongeveer 360 kilometer. De route is door de UNECE als volgt vastgelegd: Radom - Rzeszów - Barwinek - Vysný Komárnik - Svidnik - Prešov.